# حاتم صلاح
حاتم صلاح (مواليد 1986) هو ممثل مصري بدأ مشواره الفني عام 2018 في مسلسل ليالي أوجيني. أشتهر بدور شخصية نفادي في مسلسل الكبير أوي 6 (2022).

## أعماله

### الأفلام
- 2020: الخطة العايمة
- 2021: أعز الولد
- 2023: شلبي
- 2023: بيت الروبي

### المسلسلات
- 2018: ليالي أوجيني
- 2019: كارمن
- 2019: بدل الحدوتة تلاتة
- 2020: في كل أسبوع يوم جمعة
- 2020: الفتوة
- 2022: لايف شو
- 2022: فاتن أمل حربي
- 2022: اللعبة 3: اللعب مع الكبار
- 2022: الكبير أوي 6
- 2022: موضوع عائلي ج2
- 2023: الصفارة
- 2023: الكبير أوي 7
- 2023: على باب العمارة
- 2024: الكبير أوي 8
- 2025: اخواتي

### المسرحيات
- 2019: أمين وشركاه

### المسلسلات الإذاعية
- 2021: ورطة فنية (جمال كازوزة)